# 拉派因 (阿拉巴馬州)
拉派因（英語：Lapine）是一個位於美國阿拉巴馬州克倫肖縣和蒙哥馬利縣的非建制地區。該地的面積和人口皆未知。

## 地理
拉派因的座標為31°57′57″N 86°17′04″W / 31.96583°N 86.28444°W，而該地最高點為海拔高度130米（即427英尺）。